# Banda XXI
Banda XXI es un grupo de cuarteto formado en Río Cuarto, Córdoba, Argentina en 1998.

## Historia
La banda surgió en 1998 cuando el cantante cuartetero Miguel "Conejito" Alejandro decidió abandonar su carrera para dedicarse a la producción. Para eso, realizó una selección de músicos para encontrar a los miembros de lo que sería Banda XXI. Allí fueron seleccionados Marcos Gómez y Walter Romero.
Su primer álbum se tituló Los verdugos de la mufa y fue presentado en vivo por primera vez el 10 de noviembre de 1999 en los festejos por el aniversario de la ciudad de Río Cuarto. Pronto el álbum se convirtió en disco de oro gracias a la repercusión en el sur cordobés y presentaciones en Buenos Aires.
La fiesta sigue encendida fue el segundo trabajo de la banda, editado a fines de 2000 y que lograría disco de oro y platino. En febrero del 2001 Marcos abandonó el grupo por lo cual banda incorporó a Pablo Luna y a Luis Castro para que acompañen a Romero.
Para su tercer disco, Y sigue la gozadera, contaron con la incorporación del vocalista cubano Yuthiel Pérez Mondeja, reemplazando a Romero. A fines de 2002 editaron un nuevo disco, con el nombre de Ven pa' la rumba. A fines de 2003 Yuthiel abandonó la banda para lanzarse como solista de pop melódico. Entonces la banda decidió llamar a Marcos Gómez para que vuelva a la banda.
Con esa formación la banda grabó el disco, Mambo duro y un álbum en vivo que lleva el título En acción.
En 2005 regresó Yuthiel a la banda y grabó tres nuevos discos. Pa' que sigan bailando en 2005, 7 años en 2006 y En conexión en 2007. Además 7 años fue premiado como mejor disco de cuarteto en los Premios Gardel.
En 2008, Pablo Luna dejó la banda para formar el grupo El Resto y fue reemplazado por César Domínguez. A fines de ese año lanzaron el álbum Aquí se va a bailar.
El 2009 encontró a Banda XXI pasando por uno de sus mejores momentos y proyectando el festejo de los diez años de la banda.
En 2011 por el festejo de su décimo aniversario se hizo una gira con sus exintegrantes Walter Romero y Pablo Luna, no estuvo en la gira César Domínguez quien fue vocalista de la banda en los años 2009-2010 luego de la partida de Luna. 
En octubre de 2013 Marcos Gómez abandonó la banda para formar un nuevo grupo con otro excantante de Banda XXI, Walter Romero, llamado "Los Verdugos de la Mufa". Lo reemplazó Santiago Dadone.
Para festejar sus 15 años, en octubre de 2014 Banda XXI presentó un show en el Estadio Luna Park
En 2015 recibió su quinto premio Gardel a la música, nuevamente ganando la categoría "mejor álbum de cuarteto" por su CD Bien Arriba.
En los primeros días de marzo de 2018 anunció su retiro del grupo Yuthiel (voz) dando por finalizada su segunda etapa en la banda. Su primera etapa fue en el 2001 al 2003 y la segunda desde el 2005 hasta 2018. Luego de esta noticia comenzaron los rumores acerca de quién iba a ser el nuevo vocalista de la banda. Finalmente, mediante una entrevista el director Miguel "Conejito" Alejandro dijo que el nuevo integrante de la banda iba a ser seleccionado por medio de un casting a nivel nacional.
Luego del mencionado casting el sábado 12 de mayo con una plaza de la música repleta, la banda presentó a su nuevo vocalista, Fabricio Ortiz. 
En mayo del año 2025 su cantante Fabricio Pupi Ortiz deja la banda y se da el regreso de Marcos Gómez a la Banda Xxi

## Miembros
- Luis Castro "Lucho" (voz) (2001-presente)
- Marcos Luis Gómez  (voz) (1999-regresó en 2025)
- Fabricio "Pupi" Ortiz Molina (voz) (2018-2025)
- Pablo Gallardo (Trompeta)
- Federico Gallardo (Trompeta)
- José Luis Gallardo (Saxo)
- Javier Ricca (Piano)
- Hernán Rocha (Bajo)
- Kevin Leal (Güiro y acordeón)
- David Giuliano (Congas y timbales)
- Jorge Alberto Pire (Locución)

## Discografía
| Año  | Disco                          | Sello discográfico | Cantantes                                                            |
| ---- | ------------------------------ | ------------------ | -------------------------------------------------------------------- |
| 1999 | Los verdugos de la mufa        | Leader             | Walter Romero Marcos Gómez                                           |
| 2000 | La fiesta sigue encendida      | Leader             | Walter Romero Marcos Gómez                                           |
| 2001 | Y sigue la gozadera            | Leader             | Pablo Luna / Nahuel Santini "Lucho" (Luis Castro) / Yuthiel Pérez    |
| 2002 | Ven pa' la rumba               | Leader             | Pablo Luna / Nahuel Santini "Lucho" (Luis Castro) / Yuthiel Pérez    |
| 2003 | Mambo duro                     | Leader             | Marcos Gómez / Pablo Luna / Nahuel Santini "Lucho" (Luis Castro)     |
| 2004 | En acción                      | Leader             | Marcos Gómez / Pablo Luna / Nahuel Santini "Lucho" (Luis Castro)     |
| 2005 | Grandes Éxitos                 | Leader             | Marcos Gómez Pablo Luna Luis Castro "Lucho" Yuthiel Pérez            |
| 2005 | Pa' que sigan bailando         | LEF                | Marcos Gómez Pablo Luna Luis Castro "Lucho" Yuthiel Pérez            |
| 2006 | 7 Años                         | Procom             | Marcos Gómez Pablo Luna Luis Castro "Lucho" Yuthiel Pérez            |
| 2007 | Los más grandes éxitos en vivo | Leader             | Marcos Gómez Pablo Luna Luis Castro "Lucho" Yuthiel Pérez            |
| 2007 | En vivo Teatro Gran Rex        | Garra              | Marcos Gómez Pablo Luna Luis Castro "Lucho" Yuthiel Pérez            |
| 2007 | En conexión                    | Garra              | Marcos Gómez Pablo Luna Luis Castro "Lucho" Yuthiel Pérez            |
| 2008 | Aquí se va a bailar            | Garra              | Marcos Gómez / Luis Castro "Lucho" / Yuthiel Pérez / César Domínguez |
| 2010 | Inconfundible                  | Garra              | Marcos Gómez / Luis Castro "Lucho" / Yuthiel Pérez / César Domínguez |
| 2011 | 10 Años                        | Leader             | Marcos Gómez / Luis Castro "Lucho" / Yuthiel Pérez / César Domínguez |
| 2012 | Junto a ti                     | Garra              | Marcos Gómez / Luis Castro "Lucho" / Yuthiel Pérez                   |
| 2014 | Bien arriba                    | Magenta            | Luis Castro "Lucho" / Yuthiel Pérez / Santiago Dadone                |
| 2017 | Ahora y siempre                | Magenta            | Luis Castro "Lucho" / Yuthiel Pérez / Santiago Dadone                |

| DVD  | Año                               | Sello discográfico | Cantantes                                                 |
| ---- | --------------------------------- | ------------------ | --------------------------------------------------------- |
| 2007 | Los más grandes éxitos en vivo    | Leader             | Marcos Gómez Pablo Luna Luis Castro "Lucho" Yuthiel Pérez |
| 2007 | En vivo Teatro Gran Rex           | Garra              | Marcos Gómez Pablo Luna Luis Castro "Lucho" Yuthiel Pérez |
| 2010 | 10 Años (en vivo) en el Luna Park | Garra              | Marcos Gómez Pablo Luna Luis Castro "Lucho" Yuthiel Pérez |

### Otros discos
- 2007: 20 Grandes éxitos (Leader)
- 2008: Mix éxitos remixados (Garra)
- 2008: Megamix (Leader)
- 2010: Merengues (Leader)
- 2010: 20 Grandes éxitos (Garra)
- 2013: Únicos (Leader)
- 2015: Rodrigo vs. Banda XXI (Magenta)
- 2017: Éxitos de oro (Garra)

## Premios
- 2007 - Premios Gardel, Mejor disco de cuarteto (CD 7 años).
- 2008 - Premios Gardel, Mejor disco de cuarteto (En Conexión).
- 2010 - Premios Gardel, Mejor disco de cuarteto (CD Aquí Se Va A Bailar).
- 2012 - Premios Gardel, Mejor disco de cuarteto (CD Sin Límites).
- 2015 - Premios Gardel, Mejor disco de cuarteto (CD Bien Arriba).
- 2018 - Premios Gardel, Mejor disco de cuarteto (CD Ahora Y Siempre) .